# Daniel Gomes de Freitas
Daniel Gomes de Freitas (Salvador, 15 de setembro de 1806 —) foi um militar e revolucionário brasileiro e um dos líderes da Sabinada.

## Biografia
Filho de José Luís Gomes e Rosa Maria do Espírito Santo. Alistou-se no exército em 1821, sentando praça no regimento de artilharia de Salvador, como cadete. Durante a Independência do Brasil participa dos conflitos da chamada Independência da Bahia, fazendo parte do Exército Pacificador, onde tomou parte da Batalha de Pirajá, ao final da qual foi promovido a segundo tenente pelo general Pedro Labatut. 
Em 25 de outubro de 1824 apoiou o motim contra o comandante da guarnição, Cel. Felisberto Gomes Caldeira, que é brutalmente assassinado. Foi processado e preso, somente em 1828 é absolvido. É então solto e enviado ao Rio de Janeiro, para junto de seu regimento, que para lá se deslocara no início da Guerra Cisplatina, retorna à Bahia em 1831.
Participou em nova rebelião, em 31 de agosto de 1831, no Forte de São Pedro, no qual soldados pediam o fim do isolamento ao qual estavam submetidos. Foi preso e enviado à prisão no Forte do Mar.
No início de 1833 participou de mais uma revolta, desta vez junto aos presos da Revolução Federalista do Guanais, que se amotinaram, e, utilizando a artilharia do forte, bombardearam a cidade durante quatro dias, até serem dominados, em 30 de abril.
Dois anos e meio depois, em 1835, Daniel foi libertado e em 1836 reincorporado ao exército, de volta ao seu antigo regimento.
Com o início da Sabinada, em 6 de outubro de 1837, entra para o movimento, onde é logo promovido a tenente-coronel e nomeado Ministro da Guerra. Encarregou-se da defesa de Salvador e do planejamento de manobras ofensivas. Entretanto os esforços de atacar a Ilha de Itaparica e de espalhar o conflito pelo recôncavo foram infrutíferos. Preocupou-se com o fornecimento de muníções, aumentando a produção dos arsenais.
Em 13 de março de 1838, enquanto inspecionava de barco o lado oeste da cidade, procurando meios de melhorar a defesa da cidade, as forças legalistas rompem a linha de defesa. Desloca-se, então, para o Forte de São Pedro, onde supervisiona a distribuição de munições e armas. Em 15 de março escapou do cerco, evitando a prisão e passando à clandestinidade.
Em 1840, com a anistia aos rebelados, é intimado a residir em São Paulo, onde tenta reaver seu posto no exército, incluindo seus soldos atrasados. Participou em 1842 de uma breve rebelião liberal em São Paulo, depois parte para o Rio Grande do Sul para participar da Revolução Farroupilha, onde é um dos signatários do tratado de paz. Depois disso nada mais é sabido à seu respeito.